# À la Ménagère
À la Ménagère est un ancien grand magasin situé à Dijon, au 59-65 rue de la Liberté.

## Histoire
Il s'agissait d'une succursale d'un magasin parisien du Prince Torlonia intitulé À la Ménagère, créé en 1863 et destiné principalement aux femmes.
Le magasin dijonnais est construit quant à lui de 1895 à 1897 à l'initiative de Georges Maugey, dans un style architectural haussmannien, et il est inauguré le 19 juin 1897. En 1907, la Société française des Magasins Modernes à laquelle Lamaizière appartient, prend possession du magasin et décide de le transférer dans un nouveau bâtiment  en 1924. À la suite de la fermeture de la succursale du magasin parisien, l'immeuble est converti en habitations pour les étages supérieurs. Quant aux deux premiers niveaux, ils sont remplacés par la "Brasserie du Miroir". L'historien Pierre Lévêque écrit avoir admiré "l'ampleur et la majesté de la salle" dans son livre Souvenirs du vingtième siècle.
L'américaine M. F. K. Fisher écrit dans son livre Long Ago In France: The Years In Dijon (Une mariée à Dijon) que durant l'occupation, le café-brasserie est très fréquenté par les soldats allemand, ce qui lui donne mauvaise réputation .
À la Libération, l'ancienne brasserie est réquisitionnée et transformée en refuge afin d'accueillir les déportés à leur retour des camps de concentration nazis. Le rez-de-chaussée est alors aménagé en restaurant et le premier étage en dortoir.  La gare de Dijon ayant été détruite en 1944, interrompant tous les services, la municipalité demande à des bénévoles d'accompagner les survivants et de les conduire au centre d'accueil, vers lequel convergent les familles à la recherche d'information sur d'éventuels proches déportés.
Plus tard, au sous-sol du passage du Miroir, fonctionna le night-club L'Ambassy. En hommage à celui-ci, le nom Embassy a été repris par l'Hôtel Vertigo pour son Bar. Nino Ferrer y enregistra également un album public en 1966.
De nos jours, le bâtiment est occupé par la galerie commerciale "Galerie du Miroir" au niveau du sous-sol et du rez-de-chaussée, par des boutiques sur deux ou trois niveaux donnant sur la rue de la Liberté et par des appartements aux étages suivants.

## Galerie

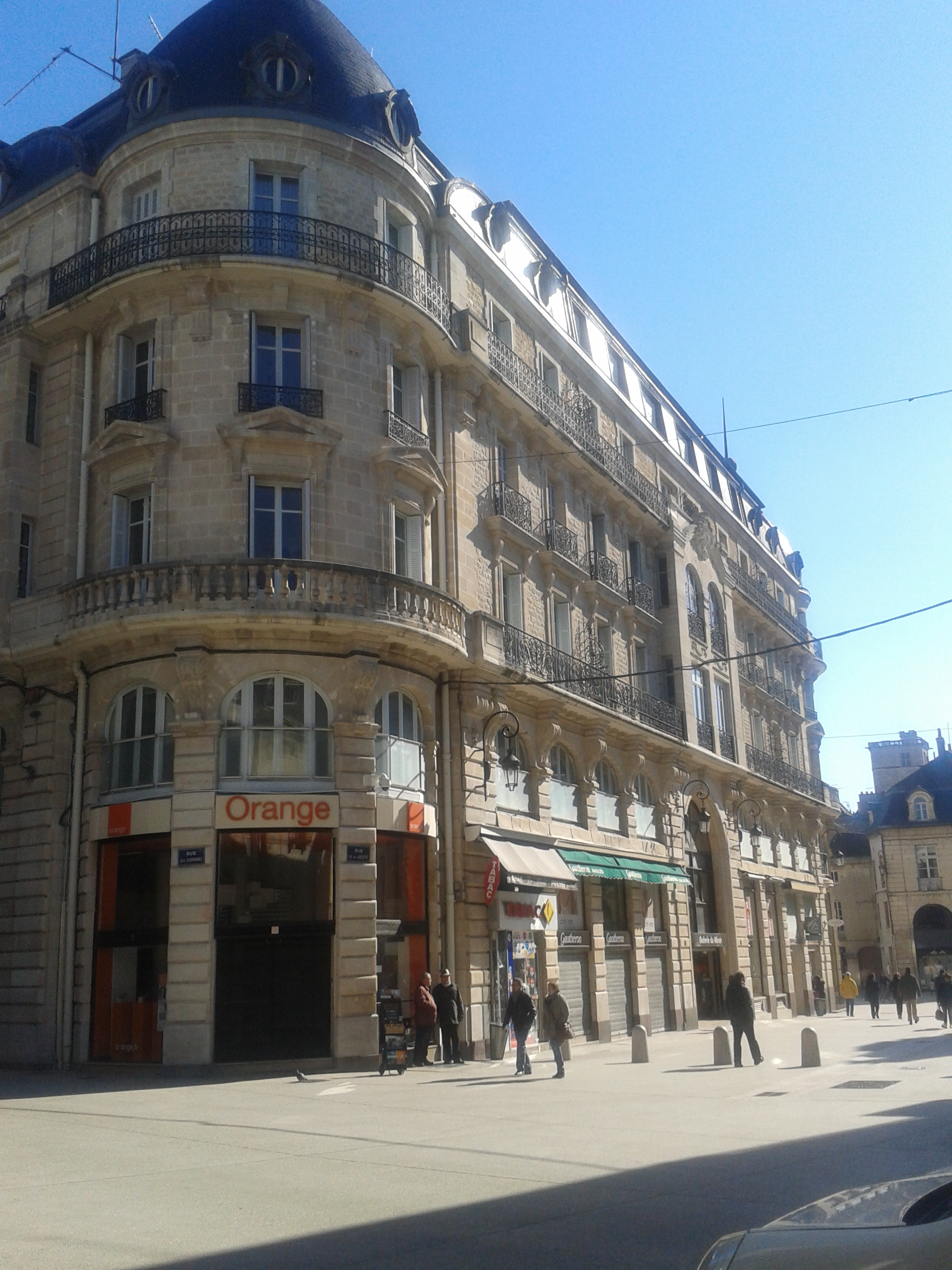
Façade rue de la Liberté